# Андреас Кристенсен
Андреас Бьодткер Кристенсен (роден на 10 април 1996 г.) е датски професионален футболен футболист, който играе като защитник за испанския клуб Барселона и националния отбор на Дания.
Започва кариерата си в Брьонби и се присъединява към Челси на 15-годишна възраст през февруари 2012 г., правейки професионалния си дебют през октомври 2014 г. От 2015 до 2017 г. той е пуснат под наем в клуба от Първа Бундеслига – Борусия Мьонхенгладбах, където записва 82 мача и 7 гола във всички турнири. Кристенсен прави дебюта за Дания през юни 2015 г.

## Клубна кариера

### Челси

#### Ранна кариера
Роден в Бловщрьод, Дания, син на бившия вратар на Брьонби, Стен Кристенсен, започва кариерата си с Брьонби. Прекарва осем години там, привличайки интереса на европейските елитни клубове, включително Арсенал, Челси, Манчестър Сити и Байерн Мюнхен. На 7 февруари 2012 г. Кристенсен подписва с Челси със свободен трансфер в края на престоя на Андре Вилаш-Боаш. При присъединяването си към лондонския клуб Кристенсен казва: „Избрах Челси, защото играят типа футбол, който харесвам.“ 
Кристенсен е включен в първия отбор на Челси за последния мач от сезон 2012 – 13 срещу Евертън, но така и не взима участие. Участва в предсезонната подготовка на Челси за сезон 2013 – 14 и след това подписва професионален договор.

#### 2014 – 2015
Прави своя професионален дебют на 28 октомври 2014 г., като играе цели 90 минути при победата на Челси с 2 – 1 срещу Шрюсбъри Таун в четвъртия кръг на Купата на Лигата. Кристенсен не записва участие до 24 януари 2015 г., когато започва титуляр при загубата с 2 – 4 от отбора от Лига 1 Брадфорд Сити в четвъртия кръг на ФА Къп.
На 13 април 2015 г. Кристенсен играе за Челси (до 19 г.) във финала на Младежката Шампионска лига срещу Шахтьор Донецк в Швейцария и въпреки че си отбелязва автогол през първата половина, Челси все пак печели с 3 – 2. Той прави своя дебют във Висшата лига срещу Съндърланд на 24 май, като заменя Джон Оби Микел 12 минути преди края на мача.

#### Наем в Борусия Мьонхенгладбах
На 10 юли 2015 г. Кристенсен се присъединява към Борусия Мьонхенгладбах под наем за два сезона. Той прави своя дебют на 10 август срещу Санкт Паули в първия кръг на Купата на Германия, печелейки с 4 – 1. Пет дни по-късно Кристенсен прави дебюта си в Бундеслигата при загубата с 4 – 0 срещу Борусия Дортмунд. Отбелязва първите си голове на 5 февруари 2016 г., като се разписва на два пъти срещу Вердер Бремен.
След впечатляващия дебютен сезон, Кристенсен е избран за „Играч на сезона“ на отбора. След успеха в първия си сезон, Борусия прави многократни опити да привлече играча за постоянно през лятото на 2016 г., но Челси отхвърлят офертата от 14.25 милиона лири.
През сезон 2016 – 17 в Лига Европа, Кристенсен вкарва победния гол при победата с 4:2 над Фиорентина във втория мач от 1/16 финалите, за да осигури продължаване на отбора с общ резултат 4:3.

#### Завръщане в Челси
На 12 август 2017 г. Кристенсен записва първото си участие за Челси след двугодишния си наем в Германия, влизайки от пейката, след като капитанът Гари Кахил е изгонен. Осем дни по-късно започва като титуляр при победата с 2:1 над Тотнъм на стадион „Уембли“. На 9 януари 2018 г. Кристенсен подписва нов договор за четири и половина години до 2022 г.

## Национална кариера
На 8 юни 2015 г. Кристенсен прави своя дебют за Дания при домакинската победа с 2 – 1 над Черна гора, като смяна на мястото на Пиер Емил Хьорберг. На 24 март 2016 г. Кристенсен започва като титуляр за Дания срещу Исландия, играейки цели 90 минути.
Кристенсен изиграва 6 мача за Дания в квалификациите за Световното първенство по футбол през 2018 г. На 14 ноември 2017 г. той вкарва първия си гол за родината, при победата над Републиката на Ирландия.